# La ciociara
Pour plus de détails, voir Fiche technique et Distribution.
La ciociara (ou La Paysanne aux pieds nus) est un film franco-italien réalisé par Vittorio De Sica, d'après le roman éponyme d'Alberto Moravia, et sorti en 1960.

## Synopsis
En 1943, les Alliés bombardent Rome, siège du gouvernement fasciste. Cesira est une jeune veuve qui vit dans un quartier pauvre avec sa fille Rosetta, 12 ans. Pour échapper aux bombardements de plus en plus dangereux, elle confie sa boutique à un vieil ami de son mari, Giovanni, et entreprend un long voyage dans le Bas-Latium, sa province natale, près de Fondi. En arrivant non sans difficulté à sa destination, elle est hébergée par des parents. Lors d'une fête, elle fait la connaissance du fils d'un voisin, Michele, qui affiche ouvertement ses sympathies communistes. Les deux finissent par tomber amoureux l'un de l'autre. Michele est bientôt capturé par cinq soldats allemands qui ont besoin d'un guide pour traverser la montagne. Les nazis ont en effet envahi l'Italie à la suite du débarquement allié.
Les Alliés finissent tout de même par libérer le territoire à l’été 1944. Cesira et Rosetta décident alors de retourner à Rome avec un groupe de personnes mais elles sont vite séparées d'elles. Alors qu'elles se reposent dans une église désaffectée, elles sont prises et violées par des soldats marocains en maraude. Rosetta est traumatisée et perd toute joie de vivre. Elle se referme dans une apathie que sa mère est incapable de changer. Les deux femmes sont prises en stop par un chauffeur de camion nommé Florindo qui les emmène sur une ferme. Le soir, Rosetta accepte une sortie avec Florindo. Restée seule, Cesira apprend que Michele a été fusillé par les Allemands. Lorsque Rosetta revient, Cesira apprend que Florindo lui a donné des bas de nylon. Cesira la gifle, la bat mais Rosetta ne réagit pas. C'est lorsqu'elle lui apprend la mort de Michele que les deux femmes tombent dans les bras l'une de l'autre, s'abandonnant ensemble dans un cri libérateur. Rosetta est sortie de son apathie.

## Fiche technique
- Titre original : La ciociara
- Titre français[1] : La Paysanne aux pieds nus
- Réalisation : Vittorio De Sica
- Scénario : Alberto Moravia, Vittorio De Sica, Cesare Zavattini, d'après le roman d'Alberto Moravia La ciociara
- Producteur : Carlo Ponti
- Société de production: Compagnia Cinematografica Champion, Titanus, Les Films Marceau, Cocinor et Société Générale de Cinématographie
- Musique : Armando Trovajoli
- Son : Giovanni Rossi
- Photographie : Gábor Pogány
- Montage : Adriana Novelli[2]
- Décors : Gastone Medin
- Pays de production :  Italie,  France
- Format : Noir et blanc - 35 mm - 1,66:1 - Mono
- Genre : Comédie dramatique
- Durée : 101 minutes
- Dates de sortie :
  - Italie : 22 décembre 1960
  - France : 17 mai 1961
- Affiche : Gilbert Allard (France)

## Distribution
- Sophia Loren : Cesira
- Eleonora Brown : Rosetta
- Jean-Paul Belmondo : Michele
- Carlo Ninchi : le père de Michele
- Andrea Checchi : un fasciste
- Pupella Maggio : un fermier
- Renato Salvatori : Florindo
- Raf Vallone : Giovanni
- Ettore Mattia : le passager du train
- Emma Baron : Maria
- Luciano Pigozzi : Scimmione
- Vincenzo Musolino : Alessandro
- Bruna Cealti : une femme évacuée
- Curt Lowens
- Tony Calio
- Carolina Carbonaro
- Elsa Mancini
- Antonella Della Porta
- Mario Frera
- Franco Balducci
- Luciana Cortellesi
- Rose Furlan

## Accueil critique
« En juillet 1943, une jeune veuve fuit, avec sa fille âgée de treize ans, les bombardements de Rome et vient se mettre à l'abri dans son village natal du Latium. Mais la guerre se rapproche ; la mère et la fille ne sont pas épargnées. Belle adaptation d'un roman d'Alberto Moravia. Réalité historique et sociale, mise en scène dramatique. Prix d'interprétation féminine au Festival de Cannes 1961 pour Sophia Loren. »

— Le Monde, 22 novembre 1998

### Cadre historique
Le corps expéditionnaire français, dirigé par le général Alphonse Juin, constitué notamment de soldats marocains, algériens, tunisiens et sénégalais des colonies françaises, se rendit coupable de crimes de guerre dans les environs de la région de la Ciociarie en Italie. Destruction de villages, vols et violences, mais surtout viols de masse (et assassinats de ceux qui essayaient de les défendre) se multiplient autour du Monte Cassino. Les chiffres varient de plusieurs centaines à plusieurs milliers de femmes, d'hommes et d'enfants violés, et de plusieurs morts. Ces exactions ont reçu en Italie l'appellation de marocchinate (littéralement « maroquinades »). Ces événements servent de toile de fond au roman d'Alberto Moravia dont a été tiré ce film.

## Réception
- Box-office : 2 024 049 entrées et une 30e place au box-office 1961

## Récompenses
- Sophia Loren remporte, pour son interprétation dans ce film, l'Oscar de la meilleure actrice en 1962.
- Prix d'interprétation féminine du Festival de Cannes pour Sophia Loren.
- Meilleur film étranger (Italie) au Golden Globe en 1962.